# 샬럿 옵서버
《샬럿 옵서버》(The Charlotte Observer)는 미국 노스캐롤라이나주 샬럿과 샬럿 대도시권을 대상으로 발행되는 신문이다. 1886년에 창간되었으며, 2020년 기준으로 캐롤라이나 지역에서 두 번째로 많은 발행 부수를 가지고 있다. 채텀 에셋 매니지먼트에서 소유하고 있다.

## 개요
《샬럿 옵서버》는 주로 샬럿과 메클렌버그군을 비롯해 주변 카운티인 아이어델군, 카바러스군, 유니언군, 랭커스터군, 요크군, 개스턴군, 카토바군, 링컨군 지역을 대상으로 발행되고 있다. 발행 부수는 감소하는 추세에 있는데, 2011년 5월 기준으로는 발행 부수가 평일 155,497부, 일요일 212,318부였던 반면에 2017년 기준 발행 부수는 평일 69,987부, 일요일 106,434부였다.
《샬럿 옵서버》는 온라인 웹사이트도 운영하고 있으며, 신문사 측에서는 NASCAR 뉴스 웹사이트와 여러 매체에 배포되는 'That's Racin'이라는 이름의 특집 코너 관리도 담당하고 있다. 또한 온라인 웹사이트 내에서 '샬럿파이브'(CharlotteFive)라는 이름의 음식, 음료 및 라이프 스타일 분야 온라인 서비스도 운영되고 있다. 《샬럿 옵서버》의 제휴 방송사는 WBTV이다.
1927년부터 2016년까지 《샬럿 옵서버》의 본사는 사우스트라이언가 600번지에 있었다. 여기에는 편집 사무실, 경영 사무실, 광고 사무실, 제작 시설, 그리고 터널과 지하 철도 시스템을 갖춘 대형 인쇄 시설이 있었다. 2016년에 편집 사무실이 사우스콜드웰가에 있는 NASCAR 건물로 이전했다. 옛 시설은 철거되어 사무실 공간으로 재개발되었다.

## 역사

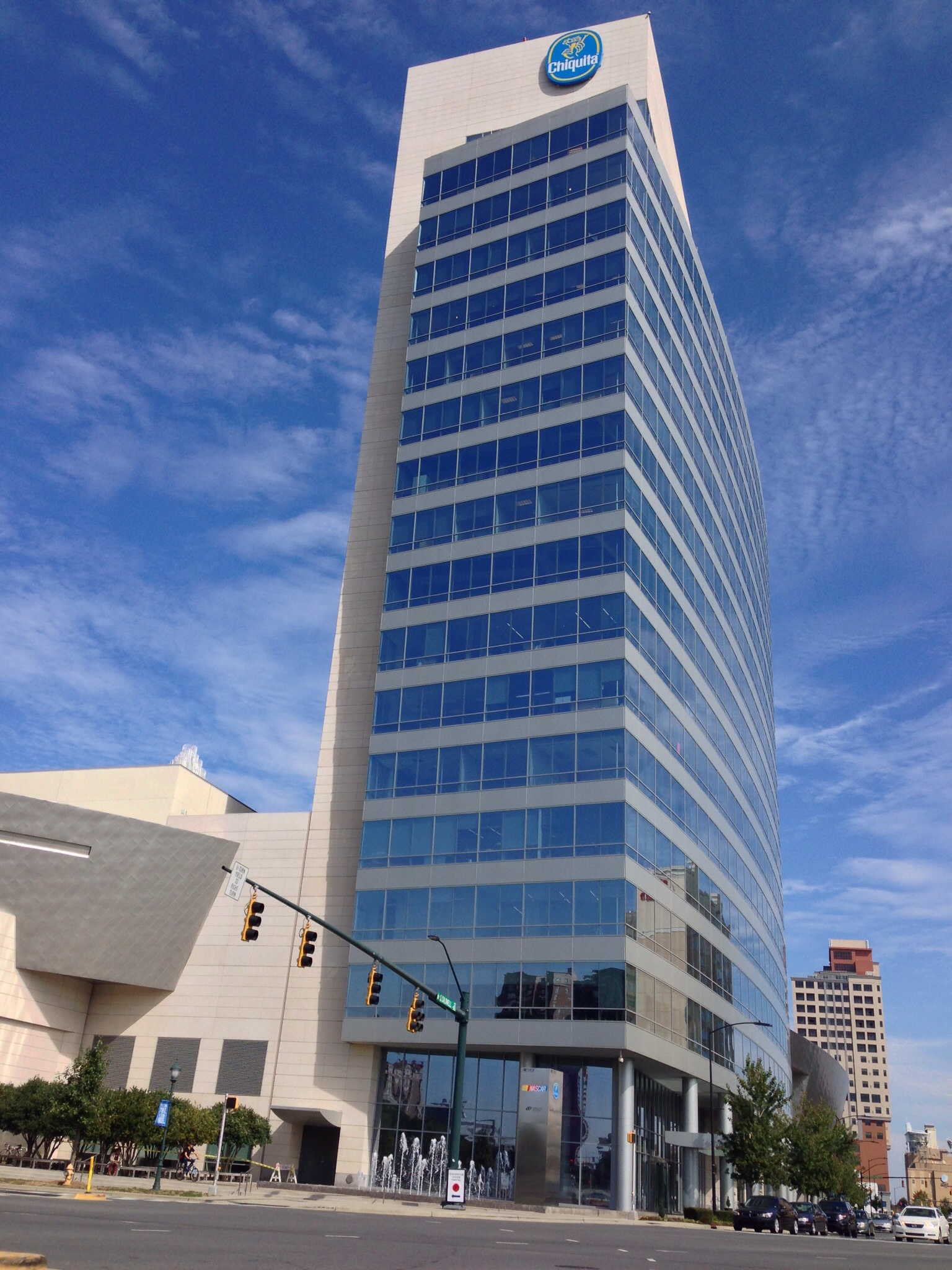
《샬럿 크로니클》의 현 본사 건물. 이전에는 치키타의 본사 건물이었다.

이 신문은 1886년에 《샬럿 크로니클》이라는 이름으로 창간되었다. 이후 1892년에 조지프 콜드웰에게 매각되어 그해 3월 13일부터 《샬럿 데일리 옵서버》라는 이름으로 발행되어 왔다. 1955년에는 나이트 뉴스페이퍼스에 인수되었다. 나이트 뉴스페이퍼스는 1974년에 리더 퍼블리케이션즈와 합병하여 나이트 리더가 되었고, 《옵서버》는 나이트 리더 소속 신문사 중에서 《필라델피아 인콰이어러》, 《데일리 뉴스》, 《디트로이트 프리 프레스》, 《마이애미 헤럴드》 다음으로 큰 신문으로 자리잡았다. 1959년, 《옵서버》는 샬럿의 오후 신문인 《샬럿 뉴스》를 인수했고, 편집부를 제외한 모든 업무가 통합되었다. 두 신문의 편집부는 1983년에 통합되었고, 1985년에 《뉴스》의 발행이 중단되었다.
2006년에 맥클라치가 《옵서버》를 비롯해 대부분의 나이트 리더 소속 신문사들을 인수했고, 이에 따라 《옵서버》는 노스캐롤라이나주에서 가장 큰 신문인 롤리의 《뉴스 & 옵서버》와 샬럿 대도시권 중 사우스캐롤라이나주에 속한 지역에서 주로 발행되는 록힐의 《더 헤럴드》와 자매지가 되었다. 2008년 기준으로 《옵서버》는 맥클라치가 소유한 신문 중에서 《캔자스시티 스타》, 《마이애미 헤럴드》, 《새크라멘토 비》, 《포트워스 스타텔레그램》에 이어 다섯 번째로 큰 신문이다.
2020년 2월 13일, 맥클라치 컴퍼니와 54개 계열사는 뉴욕 남부 지방법원에 챕터 11 파산 보호를 신청했다. 회사 측에서는 연금 의무와 과도한 부채를 신청의 주요 이유로 언급했다.
2020년 3월 7일, 《옵서버》는 토요일에 발행되던 신문을 디지털 전용으로 전환했다. 2024년 7월, 《옵서버》는 인쇄판 발행 횟수를 주 3회(수요일, 금요일, 일요일)로 줄인다고 발표했으며, 배달원 대신 우편 서비스를 통해 배포하기로 결정했다.

## 퓰리처상

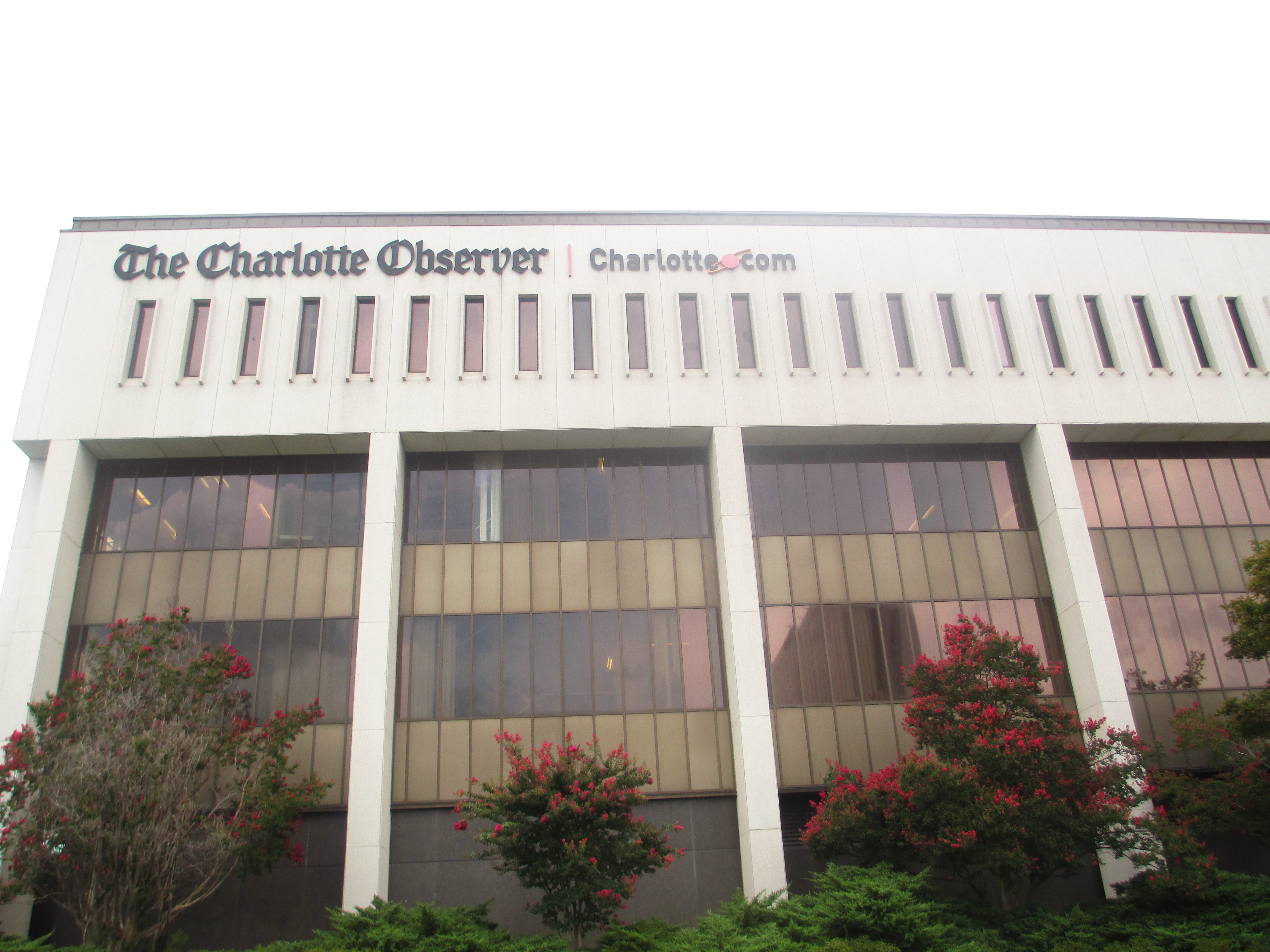
《샬럿 옵서버》의 이전 본사 건물

《샬럿 옵서버》는 지금까지 다섯 차례 퓰리처상을 수상했다.
- 1968년 – 만평 부문, 유진 페인
- 1981년 – 공공 서비스 부문, 취재팀, 지역 섬유 공장에서 발생하는 면 먼지로 인해 노동자들이 겪는 심각한 건강 피해를 다룬 "Brown Lung: A Case of Deadly Neglect"(갈색 폐: 치명적 방치의 사례) 보도로 수상
- 1988년 – 만평 부문, 더그 말렛(《애틀랜타 컨스티튜션》과 공동 수상)
- 1988년 – 공공 서비스 부문, 취재팀, "짐, 태미 페이 바커와 그들의 PTL 목회에 따른 자금 오용에 대한 조사" 보도로 수상
- 2014년 – 만평 부문, 케빈 시어스

## 가격
《샬럿 옵서버》는 평일판은 2달러, 일요일/추수감사절판은 3달러의 가격에 판매되고 있다. 메클렌버그군 및 인접 카운티/주 이외의 지역에서는 더 비싼 가격에 판매되고 있다. 2020년을 기준으로 연간 디지털 구독료는 월 15.99달러이다.